# Changanassery
Changanassery là một thành phố và khu đô thị của quận Kottayam thuộc bang Kerala, Ấn Độ.

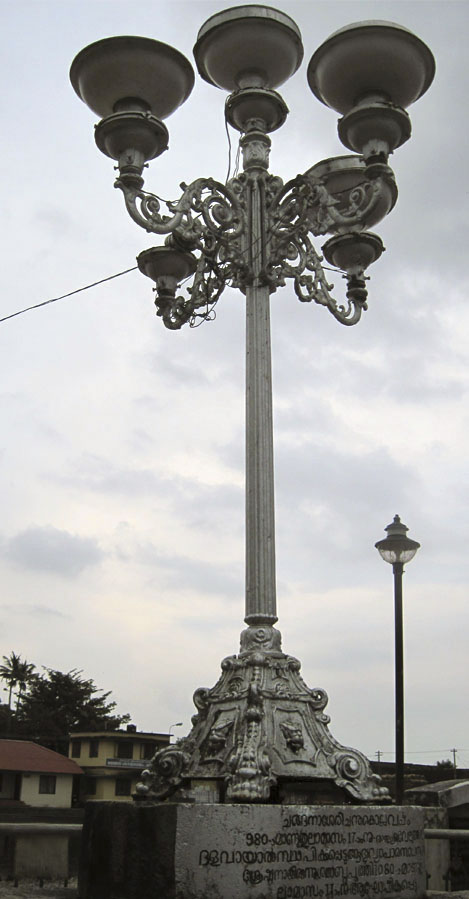
Five Lamps

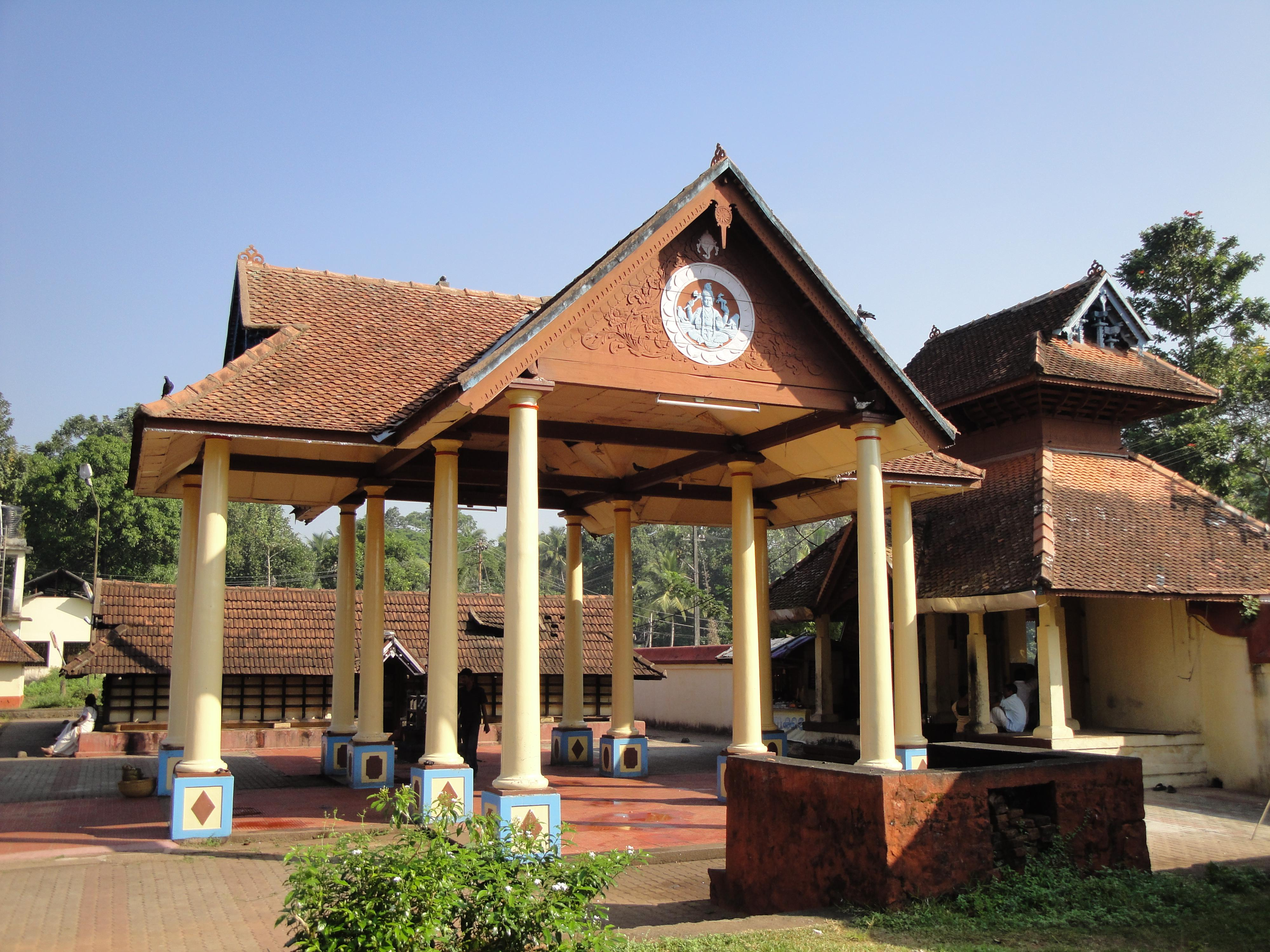
Vazhappally Temple

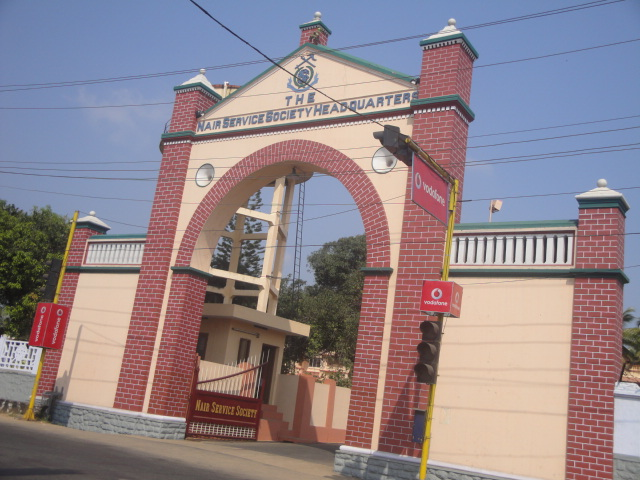
NSS Head Quarters

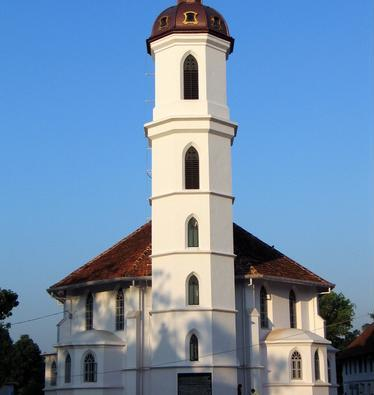
Metropolitan Church

## Nhân khẩu
Theo điều tra dân số năm 2001 của Ấn Độ, Changanassery có dân số 51.960 người. Phái nam chiếm 48% tổng số dân và phái nữ chiếm 52%. Changanassery có tỷ lệ 86% biết đọc biết viết, cao hơn tỷ lệ trung bình toàn quốc là 59,5%: tỷ lệ cho phái nam là 86%, và tỷ lệ cho phái nữ là 85%. Tại Changanassery, 11% dân số nhỏ hơn 6 tuổi.